# The Dynasty: Roc La Familia
The Dynasty: Roc La Familia es un álbum del rapero Jay-Z lanzado en 2000. El primer sencillo, "I Just Wanna Love U (Give It 2 Me)", fue todo un éxito.

## Lista de canciones
1. «Intro» - 3:10
2. «Change the Game» - 3:07
3. «I Just Wanna Love U (Give It 2 Me)» (con Pharrell Williams) - 3:47
4. «Streets Is Talking» - 4:44
5. «This Can't Be Life» (featuring Scarface) - 4:48
6. «Get Your Mind Right Mami» (con Snoop Dogg & Memphis Bleek) - 4:22
7. «Stick 2 the Script» - 4:08
8. «You, Me, Him and Her» - 3:44
9. «Guilty Until Proven Innocent» (con R. Kelly) - 4:55
10. «Parking Lot Pimpin'» (con Memphis Bleek/Beanie Sigel) - 4:15
11. «Holla» - 3:32
12. «1-900-Hustler» - 3:50
13. «R.O.C.» - 4:06
14. «Soon You'll Understand» - 4:06
15. «Squeeze 1st» - 3:49
16. «Where Have You Been» - 5:33

- Datos: Q1786664